# Ambrogio Brambilla

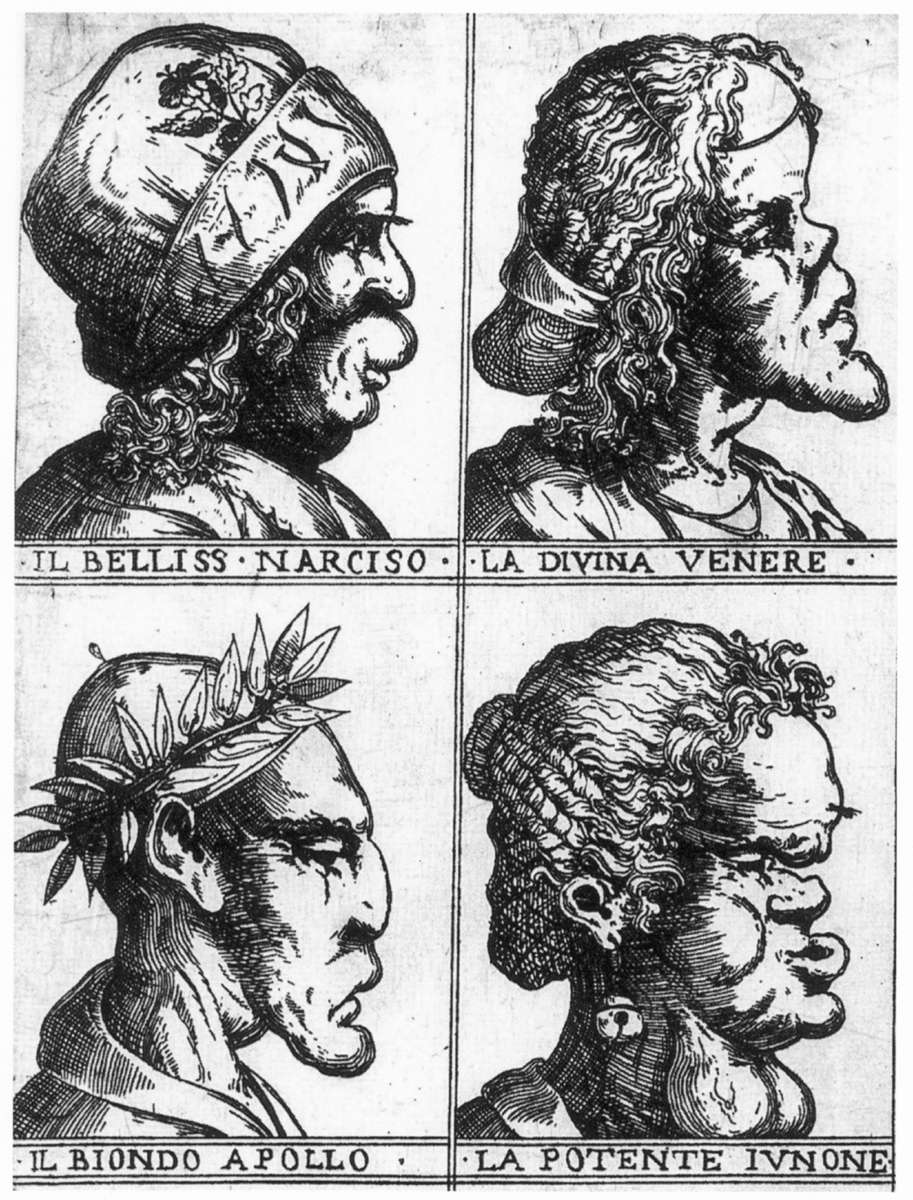
Caricature degli Dei dell'Olimpo

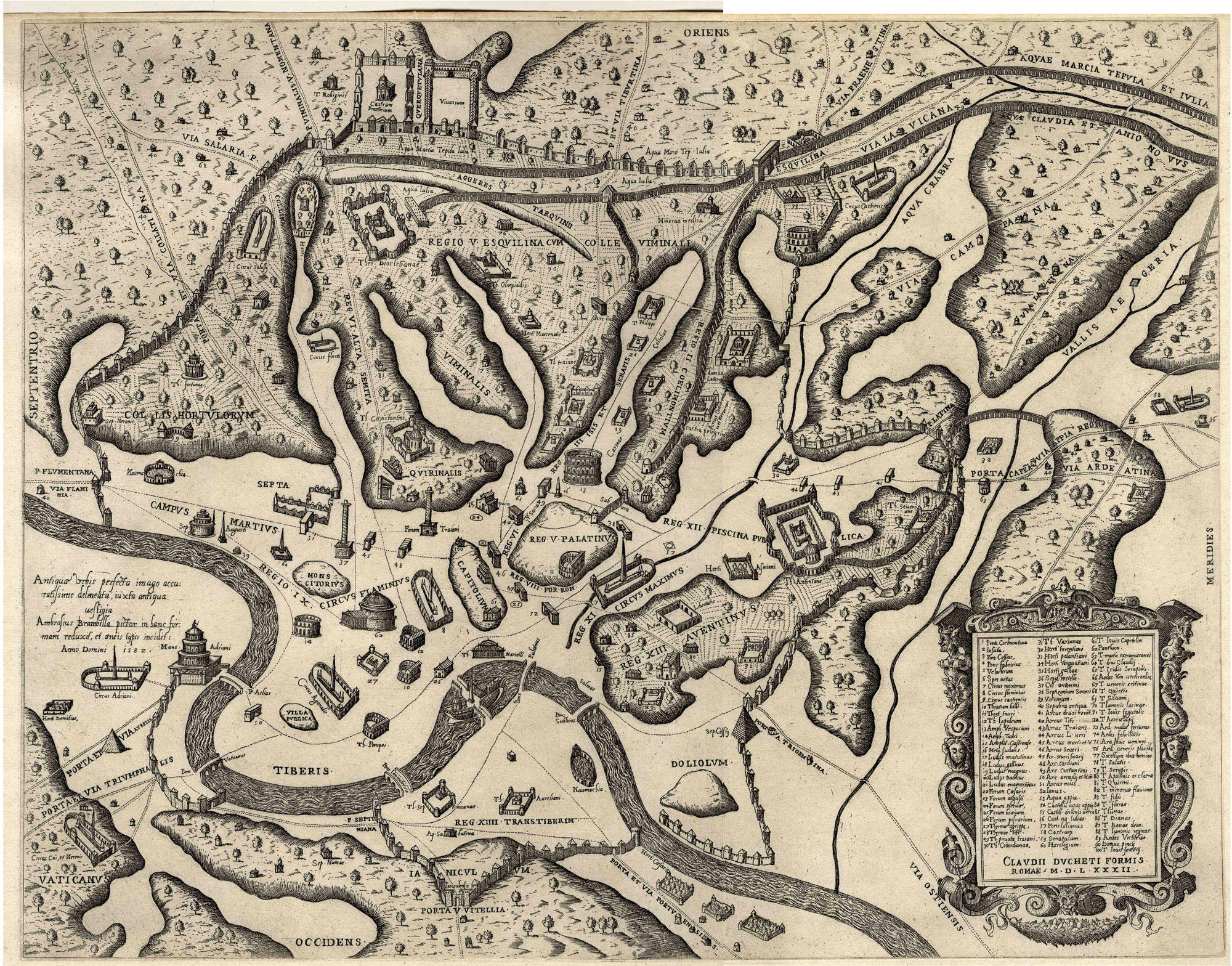
Mappa dell'antica Roma

Ambrogio Brambilla (Milano, ... – ...; fl. XVI secolo) è stato un pittore, incisore e cartografo italiano attivo a Roma tra il 1579 e il 1599.

## Biografia
Ambrogio nacque a Milano dove abitò sicuramente per alcuni anni perché fece parte dell'Accademia milanese della Val di Bregn (Blenio), così detta perché gli aderenti componevano poesie nel dialetto di quella valle svizzera per satireggiare la tronfia letteratura dell'epoca.
Ignoto è l'anno in cui si trasferì a Roma, ma nel 1579 veniva elencato come membro dell'Accademia dei Virtuosi al Pantheon, una corporazione di artisti, e vi rimase almeno fino al 1599. 
Nel 1582 Brambilla produsse una serie di 135 piccole incisioni degli imperatori da Giulio Cesare a Rodolfo II e nel 1585, un'altra serie, dei papi fino a Sisto V.

Le sue opere di maggior successo, tuttavia, furono stampe di ricostruzioni scenografiche dell'antichità come il Sepolcro di Lucio Settimio noto come Settizonio (1582) e le Vedute contemporanee della Roma antica e moderna, ad esempio il Belvedere del Vaticano (1579), la Tomba di Giulio II di Michelangelo e la Girandola di fuochi artificiali a Castel Sant'angelo (fuochi d'artificio a Castel Sant'Angelo ) (1579).
Molte delle sue stampe raffiguranti monumenti antichi, prodotte dopo il 1577, furono incluse nel volume intitolato Speculum Romanae magnificiae (Lo specchio della magnificenza romana) prodotte per gli acquirenti interessati alle vedute dei monumenti di Roma, pubblicate dallo stabilimento di Antonio Salamanca e Antonio Lafreri.
Produsse anche stampe raffiguranti giochi popolari e scene di strada. 
Nel 1589 incise il Giudizio Universale da una scultura in rilievo in cera su ardesia di Giacomo Vivio basata sul dipinto di Michelangelo nella Cappella Sistina, a Roma. Due incisioni inedite raffigurano una mappa prospettica di Ancona (1585) e una vista del catafalco per i funerali del cardinale Alessandro Farnese (1589  entrambe a Milano, Castello Sforzesco). 
Fonti successive riportano l'attività di Brambilla come poeta, scultore in bronzo, pittore e architetto.